# Mùa xuân hoa cỏ may (phim)
Mùa xuân hoa cỏ may (tiếng Trung: 菅芒花的春天 / Gian-mang hoa đích xuân-thiên) là một phim truyền hình do Lâm Tử Siêu đạo diễn, xuất phẩm từ 11 tháng 06 đến 02 tháng 09 năm 1997 tại Đài Nam.

## Lịch sử
Được phỏng theo hồi kí cùng tên của nữ danh ca Bạch Băng Băng, truyện phim dõi theo bước trưởng thành của Bạch Nguyệt Nga từ khi mới lọt lòng mẹ cho đến ngày thành danh, trở thành danh ca thượng hạng xứ Đài.

## Nội dung
- Đồng niên

Nhà ông Bạch Tông Hưng lừng danh nhất thôn chỉ vì nghèo và đông miệng ăn. Cô bé Bạch Nguyệt Nga ngoài giờ học phải cùng anh chị em phụ cha mẹ làm ăn, có lúc còn bị người ta lừa cướp hết gạo sữa phát chẩn, có khi phải chịu đi làm con nuôi nhà người khác để đỡ gánh nặng mưu sinh, rồi chịu cảnh hành hạ rất đỗi cơ cực. Cũng vì nghèo, bao tình huống dở khóc dở cười cứ tiếp diễn trong cái gia đình ấy. Nhưng dù khốn khó, trong gia đình biết đùm bọc yêu thương nhau, được bà con chòm xóm quý mến.
Cụ Hoàng Tài thấy cháu mình là Văn Thông thường chọc ghẹo Nguyệt Nga nhà Bạch, lấy làm không hài lòng, nên khuyên cháu phải cảm thương hoàn cảnh Nguyệt Nga mà dang tay bảo vệ cô. Tự bấy đến khi trưởng thành, hai người cứ quấn lấy nhau chẳng rời, dù đi học hay đi chơi.
- Thiếu niên

Lớn lên, Văn Thông ngày càng bộc lộ tình ý cho Nguyệt Nga biết, nhưng cô chỉ coi anh là bạn thân. Bẵng đi ít lâu, Nguyệt Nga lên Đài Bắc học rồi cũng bỏ dở việc học để lén theo ca vũ đoàn kiếm tiền gửi về nhà. Trong khi ở nhà xảy bao biến cố, buộc lòng Văn Thông phải lên thị thành tìm cô.
Bạch Nguyệt Nga đổi nghệ danh Bạch Băng Băng, sau bao nỗ lực đã trở thành ca sĩ có chút danh vọng tại Đài Bắc, nhưng tự cô cảm thấy chưa hài lòng với bản thân. Ít lâu sau, cô xin phép cha mẹ sang Đông Kinh theo một hợp đồng đóng phim có giá trị cao, những mong tìm cơ hội ở nơi có ngành giải trí phát triển hơn.
- Thành niên

Trong những ngày lưu lại chốn Phù Tang, Băng Băng phải lòng một anh chủ tiệm cà phê và một mạn họa gia. Thế rồi cô kết hôn với Kajiwara Kazuo - mạn họa gia có mẽ ngoài tài hoa hào nhoáng nhưng kì thực ham chơi không quan tâm gì đến gia đình, lại có bà mẹ tính khí khắc nghiệt. Hôn nhân vì thế chóng tan, Băng Băng ngậm ngùi ôm con gái nhỏ về Đài Bắc sau một lần phát hiện chồng ngoại tình.
Sự nghiệp Bạch Băng Băng ngày càng tiến triển, trở thành minh tinh hàng đầu xứ Đài. Cô bỗng được anh chủ tiệm cà phê báo tin rằng chồng cô đột ngột qua đời. Dù không còn chút tình cảm nào, Băng Băng vẫn cất công sang Đông Kinh viếng tang. Giữa cô và mẹ chồng từ đây hóa giải xung khắc.
Một buổi tối định mệnh, khi gia đình đang quây quần trong căn biệt thự kín đáo, một toán cướp võ trang xông vào đe dọa, kề dao vào cổ con gái Hiểu Yến để buộc Bạch Băng Băng nộp tiền. Phải khó khăn lắm, cảnh sát mới dồn được bọn thủ ác lâm đường cùng và trả lại an toàn cho nhà Bạch.

## Nhân vật
- Bạch gia (白家)

| Tài tử                                                                    | Vai trò         | Nặc xưng / Quan hệ / Chức nghiệp                                                                                         |
| Trần Tùng Dũng                                                            | Bạch Tông Hưng  | A Hưng Bạch trưởng bá Cha Viêm Khôn, Tú Nga, Nguyệt Nga, Tuyết Hồng, Mĩ Linh, Lệ Hoa, Thế Thanh Ông ngoại Bạch Hiểu Yến  |
| Phan Lệ Lệ                                                                | Giản Châu       | A Châu Vợ Bạch Tông Hưng Mẹ Viêm Khôn, Tú Nga, Nguyệt Nga, Tuyết Hồng, Mĩ Linh, Lệ Hoa, Thế Thanh Bà ngoại Bạch Hiểu Yến |
| Ngô Viêm Đống (thành niên) Tạ Y Năng (đồng niên) Binh Thừa Dung (ấu niên) | Bạch Viêm Khôn  | Viêm Khôn Trai cả Bạch Tông Hưng Anh cả Bạch Nguyệt Nga Cậu cả Bạch Hiểu Yến                                             |
| Khâu Thục Nghi (thành niên) Thái Nghi Quân (đồng niên)                    | Bạch Tú Nga     | Tú Nga Gái cả Bạch Tông Hưng Chị cả Bạch Nguyệt Nga Dì cả Bạch Hiểu Yến                                                  |
| Địch Oanh (thành niên) Binh Hân Dung (đồng niên)                          | Bạch Nguyệt Nga | A Nga Nghệ danh Bạch Băng Băng Gái thứ Bạch Tông Hưng Vợ Kajiwara Kazuo Mẹ Bạch Hiểu Yến                                 |
| Lâm Tú Linh                                                               | Bạch Lệ Hoa     | Lệ Hoa Gái ba Bạch Tông Hưng Em gái kế Bạch Nguyệt Nga Dì kế Bạch Hiểu Yến                                               |
| Triệu Vĩnh Hinh (thành niên) Binh Hân Đình (đồng niên)                    | Bạch Tuyết Hồng | Tuyết Hồng Gái tư Bạch Tông Hưng Em gái ba Bạch Nguyệt Nga Dì út Bạch Hiểu Yến                                           |
| Lâm Doanh Nam                                                             | Bạch Thế Thanh  | Thế Thanh Trai ba Bạch Tông Hưng Em trai thứ Bạch Nguyệt Nga Cậu út Bạch Hiểu Yến                                        |
| Binh Hân Dung                                                             | Bạch Hiểu Yến   | Hiểu Yến Con gái Bạch Nguyệt Nga Cháu ngoại Bạch Tông Hưng                                                               |

- Hoàng gia (黃家)

| Tài tử                                               | Vai trò         | Nặc xưng / Quan hệ / Chức nghiệp                                                                   |
| Trần Quốc Quân                                       | Bác Hoàng Tài   | Hoàng trưởng bá Ông ngoại A Thông Láng giềng Bạch Tông Hưng                                        |
| Mai Phương                                           | Thím A Nhụy     | Vợ Hoàng Tài Bà ngoại Hoàng Văn Thông Quý tiền như mạng, rốt cuộc bị lừa tiền rồi trụy tim mà chết |
| Vương Thức Hiền (thành niên) Tạ Thăng Dụ (đồng niên) | Hoàng Văn Thông | A Thông Cháu ngoại Hoàng Tài Bạn thân Bạch Nguyệt Nga Chồng Vương Tiểu Đình                        |
| Lý Nhã Đình                                          | Vương Tiểu Đình | Tiểu Đình Vợ Hoàng Văn Thông Thành viên ca vũ đoàn Bạn thân Bạch Nguyệt Nga                        |

- Khác

| Tài tử          | Vai trò            | Nặc xưng / Quan hệ / Chức nghiệp                                                          |
| Bạch Minh Hoa   | Thím A Phúc        | Bà đỡ                                                                                     |
| Phương Tuấn     | Thiêm Tài          | A Thiêm Em kết nghĩa Bạch Tông Hưng                                                       |
| Vương Hào       | A Hào              | Đồng nghiệp Bạch Tông Hưng                                                                |
| Vương Thái Hoa  | A Thái             | Người Bạch Nguyệt Nga quen ở xưởng dệt, sau xin vào ca vũ đoàn với nghệ danh Thái Vân Phi |
| Hồng Thụy Hà    | Lâm Bích Hà        | A Hà Quả phụ Láng giềng Bạch Tông Hưng                                                    |
| Đàm Học Bân     | Hải Sinh           | Chồng A Hà, chết khi đi biển đánh cá                                                      |
| Đan Dương       | Lý trưởng bá       | Láng giềng Bạch Tông Hưng                                                                 |
| Chung Giai Trân | A Khoan            | Mẹ nuôi Lệ Hoa                                                                            |
| Kase Taishu     | Kajiwara Kazuo     | Nguyên danh Takamori Asaki Mạn họa gia Chồng Bạch Nguyệt Nga Cha Bạch Hiểu Yến            |
| Abe Hiroshi     | Tōyama             | Chủ tiệm cà phê Đông Kinh Bạn thân Bạch Nguyệt Nga                                        |
| Thái Dương      | Lâm Đại Phong      | Cảnh sát viên                                                                             |
| Bái Tiểu Lam    | Xuân Chi           | Láng giềng Bạch Tông Hưng                                                                 |
| Vương Thụy Hà   | Giáo viên          | Chủ nhiệm lớp tiểu học Bạch Nguyệt Nga                                                    |
| Nguyên Lục      | Trần Khê Trung     | Khang lạc đội trưởng                                                                      |
| Lâm Tú Phương   | Diễm Quân          | Ca vũ đoàn "hồng bài", hay sinh sự với Bạch Nguyệt Nga                                    |
| Hứa Ý Linh      | A Linh             | Ca vũ đoàn viên                                                                           |
| Đãi Tra         | Đoàn trưởng        | Ca vũ đoàn trưởng                                                                         |
| Văn Súy         | Thị trưởng Đài Bắc |                                                                                           |
| Hoa Bội Lam     | Chiêu Trị          | Mẹ nuôi Bạch Nguyệt Nga thời gian ngắn, chuyên ngược đãi Nguyệt Nga                       |
| Tiểu Minh Ca    |                    |                                                                                           |
| Lương Bích Lan  |                    |                                                                                           |
| Vương Tiểu Phân |                    |                                                                                           |
| Lưu Hương Quân  |                    |                                                                                           |
| Hoàng Long      |                    |                                                                                           |

## Kĩ thuật
Phim thực hiện chủ yếu tại Đài Bắc và Đông Kinh giữa năm 1997.

### Nhạc nền
| Nhan đề                                 | Tác từ & Tác khúc               | Chủ xướng       |
| Đắn đo khi li biệt (惦惦離開你)         | La Văn Thông & Thái Thạch Thanh | Vương Thức Hiền |
| Vấn vương người trong mộng (望無夢中人) | Lý Tú Chân & Tưởng Tam Tỉnh     | Bạch Băng Băng  |

### Phát sóng
| Kênh       | Vị trí  | Thời gian         | Thời điểm                     |
| ---------- | ------- | ----------------- | ----------------------------- |
| Dân Thị TV | Đài Nam | 11 tháng 06, 1997 | Thứ Hai → thứ Sáu 20:00-20:30 |
| Dân Thị TV | Đài Nam | 04 tháng 08, 1997 | Thứ Hai → thứ Sáu 20:00-21:00 |

Tại Việt Nam, bộ phim được Đài Phát thanh Truyền hình Hà Nội mua bản quyền công chiếu năm 2000 dưới nhan đề Mùa xuân của hoa lau, qua giọng thuyết minh Khải Hoàn.

## Hậu trường
Mùa xuân hoa cỏ may khởi chiếu trùng thời điểm chính trị - xã hội Đài Loan đang chấn động vì án mạng Bạch Hiểu Yến khiến cái tên Bạch Băng Băng sốt hơn bao giờ hết, cho nên bộ phim càng nhận được sự quan tâm của công chúng. Hơn nữa, phim được thực hiện theo phương pháp quay và chiếu song song để thăm dò dư luận. Ban đầu, phim chỉ lên sóng 30 phút mỗi tập để nhường thời lượng cho sự xuất hiện của nữ tác giả Bạch Băng Băng ở đầu và cuối từng tập; tuy nhiên, theo yêu cầu của khán giả, kể từ tập 39, nội dung phim được đẩy lên 60 phút mỗi tập.
- Việc đầu tư chuyển thể hồi kí vừa phát hành trước đó 1 năm của Bạch Băng Băng nhằm tác động mối quan tâm của dư luận vào sự kiện Bạch Hiểu Yến. Dù vậy, cho đến khi phim chiếu tập cuối cùng, phải đợi 2 tháng nữa thủ phạm mới bị tống giam.
- Nhân vật Kajiwara Ikki (梶原一騎 / Vĩ-nguyên Nhất-kị) trong nguyên tác được sửa thành Kajiwara Kazuo (尾原一男 / Vĩ-nguyên Nhất-quả) để gợi ý rằng, tính cách và hành vi đã có sự hư cấu, không hoàn toàn giống thực tế.